# 伊坂幸太郎
伊坂幸太郎（1971年5月25日—）是一位日本作家，出身於日本千葉縣松戶市，現居宮城縣仙台市。東北大學法學部畢業。在從事系統工程師的同時投稿文學獎，2000年以《奧杜邦的祈禱》獲新潮推理俱樂部獎躋身文壇。現為專職作家，已婚，育有一子。
伊坂幸太郎是筆名，此名與推理作家西村京太郎選用同筆劃的漢字（如「西」字與「伊」字同為六劃。）據說是打算與暢銷作家有相似的結構。

## 得獎經歷
- 1996年 第13回三得利推理大賞佳作《悪党たちが目にしみる》，大幅修改後成為《天才搶匪盜轉地球》（陽氣なギャングが地球を回す），於2003年出版
- 2000年 第5回新潮推理俱樂部獎《奧杜邦的祈禱》（オーデュボンの祈り）
- 2004年 第25回吉川英治文學新人獎《家鴨與野鴨的投幣式置物櫃》（アヒルと鴨のコインロッカー）
- 2004年 第57回日本推理作家協會獎短篇部門《死神的精確度》（死神の精度）
- 2006年 平成17年度宮城縣藝術選獎文藝部門
- 2008年 第5回書店大獎、第21回山本周五郎獎《Golden Slumbers：宅配男與披頭四搖籃曲》（ゴールデンスランバー）
- 2014年 第7回大學讀書人大獎《MariaBeetle－瓢蟲》
- 2017年 第6回靜岡書店大賞《AX》
- 2020年 第33回柴田煉三郎賞《逆蘇格拉底》

## 風格特色
- 2002年以《Lush Life》受評論家矚目，2003年《重力小丑》一書獲直木賞候補而廣為一般讀者所知。支持者集中於年輕世代。
- 或以推理作家聞名，但現今並不拘泥於推理，發表富於娛樂性的作品。作品特徵為異想天開而獨創的世界觀、多重的構想力與輕盈灑脫的筆風。
- 受到電影相當程度的影響，常讓作品中的登場人物討論尊敬的導演──尚盧·高達。但此外登場人物設定上也有許多娛樂性的嗜好。不只藝術，也含有娛樂性的內容。
- 多數作品的舞台設定、登場人物與事件有互相關聯，是引起讀者興趣的要素。同時也有同名的相異角色，與在複數作品中登場的人物。
- 多數作品以仙台為舞台。本人的理由是：（因為是自己住的城市）比較好扯謊。

## 作品一覽

### 小說
- 2000年
  - 奧杜邦的祈禱（オーデュボンの祈り）　－中譯版：獨步文化，2006年
- 2002年 
  - Lush Life（ラッシュライフ）　－中譯版：獨步文化，2008年
- 2003年
  - 天才搶匪盜轉地球（陽気なギャングが地球を回す）　－中譯版：台灣角川，2007年；春天出版國際，2018年
  - 重力小丑（重力ピエロ）　－中譯版：獨步文化，2006年
  - 家鴨與野鴨的投幣式置物櫃（アヒルと鴨のコインロッカー）　－中譯版：獨步文化 ，2008年
- 2004年
  - 孩子們（チルドレン）　－中譯版：獨步文化，2007年 
    - 銀行（バンク）
    - 孩子們Ⅰ（チルドレン）
    - 獵犬（レトリーバー）
    - 孩子們Ⅱ（チルドレン2）
    - 內在（イン）

  - 蚱蜢（グラスホッパー）　－中譯版：獨步文化，2007年
- 2005年
  - 死神的精確度（死神の精度）　－中譯版：獨步文化，2007年 
    - 死神的精確度（死神の精度）
    - 死神與藤田（死神と藤田）
    - 暴風雪中的死神（吹雪に死神）
    - 戀愛與死神（恋愛で死神）
    - 旅途中的死神（旅路を死神）
    - 死神VS老婆婆（死神対老女）

  - 魔王（魔王）　－中譯版：獨步文化，2009年
    - 魔王
    - 呼吸

  - 沙漠（砂漠）　－中譯版：獨步文化，2007年
- 2006年
  - 末日愚者（終末的愚者/末日的愚者）（終末のフール）　－中譯版：尖端，2009年；獨步文化，2015年 / 青马图书 2010年；99读书人 2017年；新经典文化 2023年
    - 末日的fool（終末のフール）
    - 太陽的seal（太陽のシール）
    - 圍城的beer（籠城のビール）
    - 冬眠的girl（冬眠のガール）
    - 鋼鐵的wool（鋼鉄のウール）
    - 天體的yool（天体のヨール）
    - 戲劇的oar（演劇のオール）
    - 深海的pole（深海のポール）

  - 天才搶匪面面俱盜（陽気なギャングの日常と襲撃）　－中譯版：台灣角川，2008年；春天出版國際，2018年
- 2007年
  - Fish Story：龐克救地球（フィッシュストーリー）　－中譯版：獨步文化，2009年
    - 動物園的引擎（動物園のエンジン）
    - Sacrifice（サクリファイス）
    - Fish Story（フィッシュストーリー）
    - 洋芋片（ポテチ）

  - Golden Slumbers：宅配男與披頭四搖籃曲（ゴールデンスランバー）　－中譯版：獨步文化，2009年
- 2008年
  - Modern Times 摩登時代（モダンタイムス）　－中譯版：獨步文化，2010年 （收錄モーニング連載時花澤健吾的插畫）
- 2009年
  - A KING－某王者（あるキング）　－中譯版：獨步文化，2011年
  - SOS之猿/齐天大圣（SOSの猿） 　－中譯版：獨步文化，2013年 / 接力出版社 2014年 ； 新经典文化 2023年
- 2010年
  - Oh！Father（オー! ファーザー）　－中譯版：獨步文化，2011年
  - Bye Bye，Blackbird－再見，黑鳥（バイバイ、ブラックバード）　－中譯版：獨步文化，2012年
  - MariaBeetle－瓢蟲（マリアビートル）　－中譯版：獨步文化，2012年
- 2012年
  - PK　－中譯版：獨步文化，2014年
    - PK
    - 超人（超人）
    - 密使（密使）

  - 夜之國的庫帕（夜の国のクーパー）　－中譯版：獨步文化，2013年
  - 剩下的人生都是休假（残り全部バケーション）　－中譯版：獨步文化，2015年
    - 剩下的人生都是休假（残り全部バケーション）
    - 超光子作戰（タキオン作戦）
    - 臨檢（検問）
    - 小兵（小さな兵隊）
    - 飛的八分（飛べても8分）
- 2013年
  - 汽油生活（ガソリン生活）　－中譯版：春天出版國際，2015年
  - 死神的浮力（死神の浮力）　－中譯版：獨步文化，2014年
- 2014年
  - 獻給折頸男的協奏曲（首折り男のための協奏曲）　－中譯版：皇冠文化，高詹燦譯，2015年
    - 折頸男的周邊（首折り男の周辺）
    - 背黑鍋的故事（濡れ衣の話）
    - 我的船（僕の舟）
    - 充滿人性（人間らしく）
    - 逃離星期一（月曜日から逃げろ）
    - 諮詢顧問的故事（相談役の話）
    - 聯誼的故事（合コンの話）

  - 小小夜曲（Eine kleine Nachtmusik，アイネクライネナハトムジーク）　－中譯版：春天出版國際，2016年
    - Eine kleine
    - Light heavy
    - Documenta
    - It looks like
    - Makeup
    - Nachtmusik

  - 雷霆隊長 / 霹雳队长 CAPTAIN THUNDERBOLT（キャプテンサンダーボルト、與阿部和重合著）　－中譯版：春天出版國際，2016年 / 新星出版社 2025年
- 2015年
  - 不然你搬去火星啊？（火星に住むつもりかい？）　－中譯版：獨步文化，2016年
  - 陀螺儀（ジャイロスコープ）  －中譯版：獨步文化，2017年
    - 濱田青年真的嗎？（浜田青年ホントスカ）
    - Gear（ギア）
    - 二月下旬到三月上旬（二月下旬から三月上旬）
    - if（if）
    - 一個人辦不到（一人では無理がある）
    - 彗星們（彗星さんたち）
    - 後面的聲音很吵（後ろの声がうるさい）

  - 天才搶匪盜數計時（陽気なギャングは三つ数えろ (ノン・ノベル)）　－中譯版：春天出版國際，2018年
- 2016年
  - 潛水艇（サブマリン）（以「孩子們」中之家庭裁判所調查官-陣內為主角之長篇）　－中譯版：獨步文化，2017年
- 2017年
  - 螳螂（AX アックス）（「蚱蜢」、「瓢蟲」系列之短篇連作集）　－中譯版：獨步文化，2018年
    - AX
    - BEE
    - Crayon
    - EXIT
    - FINE

  - 白兔（ホワイトラビット）  －中譯版：皇冠文化，高詹燦譯，2018年
- 2018年
  - 換身双子（フーガはユーガ）　－中譯版：春天出版國際，2021年
- 2019年
  - 翹翹板怪物（シーソーモンスター）　－中譯版：獨步文化，2020年 / 博集天卷（出品）湖南文艺出版社（出版） 2020年9月
    - 蹺蹺板怪物
    - 旋轉怪物

  - 鯨頭鸛之王（クジラアタマの王様）　－中譯版：獨步文化，2020年
- 2020年
  - 反蘇格拉底/逆转苏格拉底（逆ソクラテス）  －中譯版：皇冠文化，2021年 / 四川文艺出版社 2022年
    - 反蘇格拉底（逆ソクラテス）
    - 不慢（スロウではない）
    - 非柯博文（非オプティマス）
    - 違反運動精神的犯規（アンスポーツマンライク）
    - 反華盛頓（逆ワシントン）
- 2021年
  - 佩珀爾的幻象（ペッパーズ・ゴースト）－中譯版：獨步文化，2023年 / 磨铁文化文治图书（出品）国友谊出版公司 （出版） 0234
- 2022年
  - 小小間諜合奏曲（マイクロスパイ・アンサンブル）—中译版：獨步文化，2023年 / 读客文化（出品）北京日报出版社（出版）2023年
- 2023年
  - 777 Triple Seven（777 トリプルセブン）（「蚱蜢」、「瓢蟲」、「螳螂」系列）－中譯版：獨步文化，2024年
- 2025年
  - 樂園的樂園（楽園の楽園）－中譯版：獨步文化，2025年
  - パズルと天気

### 散文
- 2010年
  - 沒關係，是伊坂啊！他的3652日（3652―伊坂幸太郎エッセイ集）　－中譯版：獨步文化，2019年
- 2012年
  - 仙台ぐらし

### 繪本
- 2017年
  - 聖誕節與偵探（クリスマスを探偵と）

### 收錄於選集的作品
- 映画館は平和だ：收錄於《ああ、腹立つ》
  - 新潮文庫，2004年
- 透明色北極熊（透明ポーラーベア）：收錄於合輯《I LOVE YOU》
  - 祥伝社，2005年、中譯版：2006年，平裝本

## 影像化作品

### 電影
| 中文片名／日文片名／原著譯名                                                          | 導演             | 編劇                       | 音樂                | 主演                                                      | 日本／台灣映期                    |
| ------------------------------------------------------------------------------------- | ---------------- | -------------------------- | ------------------- | --------------------------------------------------------- | --------------------------------- |
| 至Yeah賊兵團反轉地球（港譯） 陽気なギャングが地球を回す 天才搶匪盜轉地球              | 前田哲           | 前田哲 長谷川隆 丑尾健太郎 | 佐藤五魚            | 大澤隆夫 鈴木京香 佐藤浩市 松田翔太                       | 2006/05 無                        |
| 家鴨與野鴨的置物櫃 アヒルと鴨のコインロッカー 家鴨與野鴨的投幣式置物櫃                | 中村義洋         | 中村義洋                   | 菊池幸夫            | 濱田岳 瑛太 關惠美 大塚寧寧 松田龍平                      | 2007/05 2009高雄電影節            |
| 死神的精準度 Sweet Rain 死神の精度 死神的精確度                                       | 筧昌也           | 筧昌也 小林弘利            | ゲイリー芦屋        | 金城武 小西真奈美 富司純子                                | 2008/03 2008/04                   |
| 一首PUNK歌救地球 フィッシュストーリー Fish Story （收錄於《Fish Story：龐克救地球》） | 中村義洋         | 林民夫                     | 菊池幸夫 齊藤和義   | 伊藤淳史 高良健吾 濱田岳 多部未華子 森山未來 大森南朋     | 2009/03 2009高雄電影節 2010/01    |
| 重力小丑 重力ピエロ 重力小丑                                                          | 森淳一           | 相澤友子                   | 渡邊善太郎          | 加瀨亮 岡田將生 鈴木京香 小日向文世                       | 2009/05 2009高雄電影節 2010/04    |
| Lush Life ラッシュライフ Lush Life                                                    | 東京藝術大學學生 | 東京藝術大學學生           | origami PRODUCTIONS | 堺雅人 寺島忍 柄本佑 板尾創路                             | 2009/06 2009高雄電影節            |
| Golden Slumbers ゴールデンスランバー Golden Slumbers：宅配男與披頭四搖籃曲            | 中村義洋         | 中村義洋 林民夫 鈴木謙一   | 齊藤和義            | 堺雅人 竹內結子                                           | 2010/01 無                        |
| 洋芋片 ポテチ 洋芋片（收錄於《Fish Story：龐克救地球》）                              | 中村義洋         | 中村義洋                   | 齊藤和義            | 濱田岳 木村文乃 大森南朋 石田惠理 中村義洋 竹內結子       | 2012/05 2012高雄電影節 2013/01/04 |
| OH!FATHER（暫名） オー！ファーザー OH!FATHER                                          | 藤井道人         | 藤井道人                   |                     | 岡田將生 忽那汐里                                         | 2014/05                           |
| 蚱蜢 グラスホッパー 蚱蜢                                                              | 瀧本智行         | 青島武                     |                     | 生田斗真 淺野忠信 山田涼介                                | 2015/11/07 2015/11/27             |
| 小小夜曲 アイネクライネナハトムジーク                                                 | 今泉力哉         |                            | 齊藤和義            | 三浦春馬                                                  | 2018年冬                          |
| 子彈列車 Bullet Train                                                                 | 大衛·雷奇        | 扎克·奧爾克維奇            | 多明尼克·路易斯     | 布萊德·彼特 亞倫·強森 布萊恩·泰瑞·亨利 真田廣之 麥可·夏儂 | 2022/08                           |

### 電視電影/電視劇
| 中文片名／日文片名／原著譯名                                               | 導演   | 編劇            | 音樂      | 主演                                         | 電視頻道                              |
| -------------------------------------------------------------------------- | ------ | --------------- | --------- | -------------------------------------------- | ------------------------------------- |
| 孩子們 CHiLDREN チルドレン 孩子們                                          | 源孝志 | 後藤法子 源孝志 | 椎名KAY太 | 坂口憲二 大森南朋 小西真奈美 加瀬亮 三浦春馬 | 日本WOWOW電視台 （2006年5月21日播出） |
| 再見，黑鳥（暫譯） バイバイ、ブラックバード Bye Bye, Blackbird－再見，黑鳥 | 森義隆 | 鈴木謙一        |           | 高良健吾 城田優                              | 日本WOWOW電視台 （2018年播出）        |

### 手機連續劇
| 中文片名／日文片名／原著譯名                                                                         | 導演     | 編劇 | 音樂 | 主演              | 播出媒體                                    |
| --- | -------- | ---- | ---- | ----------------- | ------------------------------------------- |
| I LOVE YOU（第一話：透明色北極熊） I LOVE YOU 第1話《》 〈透明色北極熊〉（收錄於合輯《I LOVE YOU》） | 廣木隆一 |      |      | 戶田惠梨香 濱田岳 | 日本SoftBank APP UULA （2013年7月18日上架） |

## 廣播劇化作品
- 奧杜邦的祈禱 （演出：濱田裕之、出水有三） 
  - 2004/4/12～16、4/19～23（全10回）播放
  - 2007/4/30～5/4、5/7～11放送（重播）
- 死神的精確度 （演出：川野秀昭） 
  - 2006/10/30～11/3播放（全5回）

全於「NHK-FM青春アドベンチャー」播放。

## 漫畫化作品
- 奧杜邦的祈禱 （漫画：木村哲也） - 於新潮社 デジコミ新潮 コム・コム連載。
- 陽気なギャングが地球を回す （漫画：耕野裕子） - 於講談社 BE LOVE KCDX連載。
- 終末のフール （漫画：塩塚誠） - 於集英社 ヤングジャンプ増刊 漫革連載。
- 魔王 JUVENILE REMIX （漫画：大須賀 惠） - 於小学館 週刊少年Sunday連載。
- Waltz (漫畫) （漫画：大須賀 惠） - 於小学館 月刊Get the Sun連載。

## 外部連結
1. 電影《重力小丑》日文官方網站（页面存档备份，存于）
2. 電影《Lush Life》日文官方網站
3. 電影《洋芋片》日文官方網站